# إلين اليوم (مسلسل)
إلين اليوم هو مسلسل كويتي تم أول عرض له في عام 2013 من تأليف عبد المحسن الروضان وإخراج مناف عبدال.

## قصة المسلسل
يتطرق المسلسل إلى العلاقات الأسرية التي هي أساس بناء المجتمع، ويدور في قالب اجتماعي رومانسي إنساني ويبرز الروابط بين أفراد الأسرة، والعلاقات المتشعبة خارج النطاق الأسري وعددا من القضايا الاجتماعية

## طاقم العمل
- إبراهيم الحربي.
- إلهام الفضالة.
- أحمد السلمان.
- شفيقة يوسف.
- ملاك.
- هيا عبد السلام.
- فؤاد علي.
- سلمى سالم.
- ياسة.
- فهد باسم.
- فهد البناي.
- فوز الشطي.
- حلا.
- منى حسين.
- أمل محمد.
- فارس عاشور.
- طلال باسم.
- عبد العزيز أحمد.
- جاسم عباس.
- نادية كرم.
- أمل عباس.
- نواف القريشي.
- خالد امين.
- فرح